# الشرار (مسلسل)
الشرار مسلسل درامي سعودي عُرض على قناة أم بي سي دراما ومنصة شاهد في رمضان 1445 هـ / 2024م، ويسلط الضوء على الطابع البدوي والقصص الاجتماعية المحملة في طياتها بالشعر والنخوة والشجاعة، والمسلسل من تأليف لمياء الزيادي و إخراج الفوز طنجور.

## القصة
القصة خيالية تدور أحداثها في زمن يعود إلى أكثر من 100 عام، على بقعة من البادية في الطريق ما بين نجد والحجاز، حيث تجتمع الفروسية مع العشق والشعر، إلى جانب القيم الأصيلة والأحداث المليئة بالتشويق، ويتحور المسلسل حول قصة امرأة من البادية السعودية، توجه إليها أصابع الاتهام الطاعنة في شرفها وعفتها، فتناضل من أجل إثبات براءتها.

## طاقم العمل
- ريم عبد الله.[7]
- خالد صقر.[8]
- ليلى السلمان.

- علي السبع.

- نايف الظفيري.

- نايف خلف.[9]
- عبد العزيز السكيرين.
- زارا البلوشي.
- أغادير السعيد.
- هند محمد.
- عهود السامر.
- مريم الغامدي.
- ريما العلي.
- مريم الشقراوي.
- زياد القاضي.
- عزام النمري.
- عيد سعد.
- محمد الهاشم.
- بدر الجساس.
- بدر المطرفي.
- ثامر الحربي.
- سمير مخاشن.
- روان الطويرقي.
- آلاء.
- نجود أحمد.
- فاطمة الشريف.
- تركي الكريديس.
- ماجد الحداد.
- نغم المالكي.
- رحاب العطار.[10][11]